# Villar de Huergo
Villar de Huergo (oficialmente en asturiano: Villar de Güergu) es un lugar de la parroquia de Sevares (Piloña) en Asturias. Se encuentra situada en el margen derecho del río Piloña, a 80 metros de altitud, ocupando un espacio limítrofe con el concejo de Parres. Se comunica con Infiesto, la capital del concejo (a 10.7 km) mediante la carretera N-634 que pasa bordeando la localidad.
En la actualidad tiene una población de 184 habitantes. En sus inmediaciones desemboca el río Tendi en el río Piloña, que hay que atravesar para llegar al centro del pueblo. Podemos diferenciar la aldea en diferentes barrios: Cuei, Los Llanos, La Iría, La Puente, Llano del Río, La Riera, La Arrionda, El Campo, El Soferán, Casa La Vega, El Corrielu, La Costina, La Collada, El Barrio y Faedo. Destaca la presencia de la capilla dedicada a nuestra señora la Virgen del Corriellu, situada en el barrio de El Corriellu. Data del siglo XVII, y la virgen tiene una imagen de piedra, de finales del siglo XIII, que es la única imagen de la virgen sedente con el niño que por ahora se encuentra en el Principado de Asturias. Durante el periodo de la guerra civil española, fue ocultada por los vecinos en la cueva de Pozaos, situada entre Caldevilla y las inmediaciones del río Tendi. La festividad en esta localidad se realiza el día 8 de septiembre.
- Datos: Q6162864